# James G. O’Hara

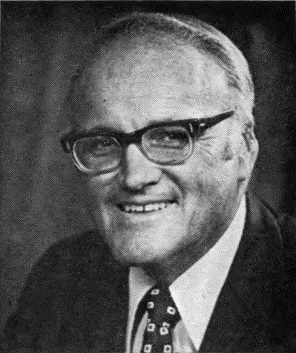
James G. O’Hara (1975)

James Grant O’Hara (* 8. November 1925 in Washington, D.C.; † 13. März 1989 ebenda) war ein US-amerikanischer Politiker. Zwischen 1959 und 1977 vertrat er den Bundesstaat Michigan im US-Repräsentantenhaus.

## Werdegang
Im Jahr 1939 zog James O’Hara mit seinen Eltern nach Michigan, wo er bis 1943 die High School der University of Detroit besuchte. Während des Zweiten Weltkrieges war er als Soldat der US Army im pazifischen Raum eingesetzt. Nach dem Krieg studierte er bis 1954 an der University of Michigan in Ann Arbor. Nach einem anschließenden Jurastudium an der gleichen Universität und seiner im Jahr 1955 erfolgten Zulassung als Rechtsanwalt begann er in Detroit sowie im Macomb County in seinem neuen Beruf zu arbeiten.
Politisch war O’Hara Mitglied der Demokratischen Partei. In den Jahren 1960 und 1968 war er Delegierter zu den jeweiligen Democratic National Conventions. Bei den Kongresswahlen des Jahres 1958 wurde er im siebten Wahlbezirk von Michigan in das US-Repräsentantenhaus in Washington gewählt, wo er am 3. Januar 1959 die Nachfolge von Robert J. McIntosh antrat. Nach acht Wiederwahlen konnte er bis zum 3. Januar 1977 neun Legislaturperioden im Kongress absolvieren. Seit 1965 vertrat er dort als Nachfolger von John B. Bennett den zwölften Distrikt seines Staates. In seine Zeit als Kongressabgeordneter fielen unter anderem der Vietnamkrieg, die Bürgerrechtsbewegung und die Watergate-Affäre. Außerdem wurden damals der 23., der 24., der 25. und der 26. Verfassungszusatz verabschiedet.
1976 verzichtete James O’Hara auf eine weitere Kongresskandidatur. Stattdessen bewarb er sich erfolglos um die Nominierung seiner Partei für die Wahlen zum US-Senat, die stattdessen an Donald W. Riegle ging. In den folgenden Jahren praktizierte er als Anwalt in der Bundeshauptstadt Washington. Von 1978 bis 1981 war er Mitglied und später Vorsitzender einer Kommission, die sich im Auftrag der Bundesregierung mit Mindestlöhnen befasste. James O’Hara starb am 13. März 1989 in Washington. Er wurde auf dem Nationalfriedhof Arlington in Virginia beigesetzt.